# طاقچه (نرم‌افزار)
طاقچه یک نرم‌افزار کاربردی کتابخوان الکترونیکی و فروشگاه برخط (آنلاین) است که از سال ۱۳۹۲ شروع به کار کرد و در سال ۱۳۹۳ به‌طور رسمی رونمایی شد. از جمله اهداف این نرم‌افزار، سهولت در دسترسی قانونی به کتاب، کتاب صوتی، مجله و روزنامه‌ها به شکل الکترونیکی است. نرم‌افزار «طاقچه» در حال حاضر به شکل چندسکویی در سه نسخه اندروید، آی‌اواس و کتابخوان تحت وب ارائه می‌شود.

## مالکیت
این نرم‌افزار متعلق به هلدینگ حصین است که فعالیت خود را در سال ۱۳۸۳ آغاز کرده و نرم‌افزارها و فروشگاه‌هایی همچون مایکت، هشت خان، مگنت و… را نیز تأسیس کرده است.

## تاریخچه
ایدهٔ اولیه راه‌اندازی نرم‌افزار انتشار کتاب الکترونیکی در زمستان ۱۳۹۱ در شرکت «حصین‌همراه» مطرح شد. نام نسخه صفر طاقچه که در پاییز سال ۱۳۹۲ منتشر شد «کتاب من» بود. بهار ۱۳۹۳ در همایش ملی «کتاب الکترونیک» در دانشگاه تهران، این اپلیکیشن به صورت رسمی و با نام «طاقچه» رونمایی شد. در سال ۱۳۹۷ امکان کتابخانه همگانی با نام «طاقچه بی‌نهایت» توسعه پیدا کرد که به کاربران اجازه می‌دهد با خرید اشتراک در مدت محدود به تمام کتاب‌های این بخش دسترسی داشته باشند.

## اتفاقات بعد از انتشار تصویر بدون حجاب اجباری کارکنان
در ۲ مرداد ۱۴۰۲، یک عکس دسته‌جمعی از گروهی از کارکنان طاقچه در فضای مجازی منتشر شد که پیش از آن در صفحهٔ شخصی لینکدین یکی از کارمندان سابق این مجموعه انتشار یافته بود. در این عکس که گفته می‌شد مربوط به مراسم خداحافظی یکی از کارکنان بوده است، گروهی از زنان حجاب اجباری نداشتند. در پی این اتفاق، نشرهای حکومتی خواستار برخورد با این شرکت شدند و ۵۰ انتشارات از جمله به‌نشر (انتشارات آستان قدس رضوی)، سوره مهر، شهید هادی، انتشارات دانشگاه امام صادق، انتشارات دانشگاه شهید باهنر کرمان، انتشارات دانشگاه تهران، انتشارات دانشگاه پیام نور و همچنین خانه کتاب و ادبیات ایران و باغ کتاب با آن قطع همکاری کردند.

### تشکیل پرونده قضایی
پس از این اتفاق، خبرگزاری میزان از تشکیل پرونده دربارهٔ عدم رعایت حجاب کارمندان طاقچه خبر داد. در ۱۰ مردادماه ۱۴۰۲، به گفته وزارت ارشاد جمهوری اسلامی ایران، این برنامه به دلیل عدم داشتن مجوز فعالیت از دسترس کاربران خارج شد. این اپلیکیشن دو روز بعد با تعهد مالک طاقچه به دادستانی، رفع فیلتر شد.

## کمپین‌های کتابخوانی

### مسابقه کتابخوانی خندوانه
دومین مسابقه کتابخوانی «بخون و ببر» برنامه خندوانه، با کمک طاقچه، از ۷ شهریور تا ۷ مهر ۱۳۹۵ با ۱۰ کتاب برگزار شد.

### کتاب باز
طاقچه در سری دوم برنامه تلویزیونی کتاب باز،  به عنوان همکار و همراه برنامه حضور داشت. مخاطبان می‌توانستند کتاب‌هایی را که میهمانان یا مجری برنامه معرفی می‌کردند از طاقچه دریافت کنند. البته طاقچه اخیراً و با شروع فصل جدید کتاب باز که از شبکه نسیم پخش می‌شود، بخشی را با عنوان «معرفی شده در کتاب باز» در نظر گرفته که کاربرها می‌توانند کتاب‌های معرفی شده در این برنامه تلویزیونی را مشاهده و دریافت کنند. طاقچه قول داده در صورتی که کتاب موردنظر در این بخش نباشد، به محض قرار گرفتن در طاقچه، در این صفحه هم قرار بگیرد.

### شبکه اجتماعی (کتاب‌گردی)
کتاب‌گردی یک شبکه اجتماعی کتاب، درون اپلیکیشن است. کاربران می‌توانند نقل‌قول‌های مورد علاقه‌شان از کتاب‌های مختلف را به صورت متن در زیر بریده‌ها با هم به اشتراک بگذارند. زیر بریده‌ها امکان نظر دادن و لایک کردن نیز وجود دارد.

### گردونه طاقچه
گردونه طاقچه، صفحه‌ای است که در مناسبت‌های مختلف همانند نوروز، شب یلدا، هفته کتاب و کتاب‌خوانی و برای مدتی محدود به طاقچه اضافه می‌شود. کاربران می‌توانند هر ۲۴ ساعت یک‌بار شانس خود را برای برنده شدن امتحان کنند و یک هدیه دریافت نمایند. طاقچه از طریق شبکه‌های اجتماعی خود، قرار گرفتن گردونه را اطلاع‌رسانی می‌کند.

### کنج‌کاو
طاقچه با همکاری شرکت بهره‌برداری متروی تهران، امکان مطالعه کتاب را به صورت رایگان در ایستگاه‌های متروی تهران فراهم کرده است. کاربران می‌توانند در این طرح به مدت ۲۴ ساعت به طاقچه بی‌نهایت دسترسی داشته‌باشند. این طرح که کتابرو نام دارد، ۲۷ آبان ۱۳۹۹ با حضور پیروز حناچی، شهردار تهران رونمایی شد. قرار است در آینده مدت استفاده از کتابرو برای هر کاربر به سه ساعت کاهش یابد.

## افتخارات
- برنده دوازدهمین دوره جشنواره وب و موبایل ایران در دسته «فروشگاه‌های تخصصی»[۳۸]
- برگزیده بخش رسانه‌های دیجیتال در بیست و هشتمین نمایشگاه کتاب[۳۹][۴۰]